# Spyglass Hill Golf Course
Spyglass Hill Golf Course är en golfbana belägen i Pebble Beach, Kalifornien. Den ritades av Robert Trent Jones sr. och invigdes 11 mars 1966 efter sex års plan- och anläggningsarbeten. Tidningen Golf Digest rankade banan som USA:s femte bästa åren 2003–2004. "The glass" som banan ibland kallas är en av tre banor som det årligen spelas på i AT&T Pebble Beach National Pro-Am-tävlingen.
Spyglass Hill är en par-72 bana (18 hål) från blå (proffstee). De fem första hålen har utsikt över Stilla havet, medan de resterande 13 hålen snirklar sig igenom Del Monte-skogen. Hålen har namn efter figurer i Skattkammarön, en bok av Robert Louis Stevenson.